# Jakob Olrik
Jakob Olrik (født 1973) er en dansk forfatter og debattør. I 1994 blev han producer for teatergruppen Antropopiselskabet. Han har sidenhen beskæftiget sig med markedsføring, PR, tv-produktion og ejendomsudvikling.

## Sexologi
Jakob Olriks arbejde for at udbrede kendskabet til sexologi begyndte med stiftelsen af sexolog- og parterapiuddannelsen, som han startede i 2006 sammen med Joan Ørting og derefter var rektor for frem til 2013. Jakob Olrik har turneret med showene Kvinde, kend din mand og Mer' og bedre SEX.
Jakob Olrik var vært og konceptudvikler på det prisbelønnede DR2-program I seng med DR2 og har desuden medvirket i flere TV-programmer som Zulu Djævleræs, Spiegel TV og ZDF i Tyskland- Han har også deltaget i DR1’s Kender du typen (2016).
I 2017 var Olrik vært på en DR2-temalørdag med programmet Fremtidens sex.
Olrik har ved flere lejligheder deltaget i Radio24syv, P1 og er fast ugentlig gæst på Nova FM i Aftenklubben.
Jakob Olrik er debattør og har skrevet om parforhold, kønsroller, kærlighed og sex i bl.a. Politiken, Jyllands-Posten, Information, BT, Ekstra Bladet og Euroman. Derudover har han udgivet artikler ved instituttet for fremtidsforskning Scenario.
Han blogger desuden fast på sit eget website.
I maj 2018 lancerede Jakob Olrik sin podcast Jakobs Sofa, hvor han optager samtaler med forskellige klienter om kærlighed og sex.

## Iværksætteri
Jakob Olrik er stifter af selskaberne Factory Group, Villa Wilder, legalizer, Joan Ørting aps og Olrik Consult.
Jakob Olrik har desuden været direktør for eventbureauet Under Overfladen (2013-2014), der havde til huse på Det Gamle Danmarks Akvarium i Charlottenlund. Her var han initiativtager til bl.a. foredragsfestivalen Talebobler i Akvariet og Frost-festivalen.

## Forfatterskab
- Mer’ og bedre sex. Gyldendal (2010)
- Kvinde, kend din mand. Politikens Forlag (2013)
- Natsværmer. Politikens Forlag (2016)
- Kærlighedens mysterier. Gyldendal (2020)

## Familie
Jakob Olrik er søn af kunstmaler og arkitekt MAA Mikael Olrik.